# Hydrophorus altivagus
Hydrophorus altivagus är en tvåvingeart som beskrevs av Aldrich 1911. Hydrophorus altivagus ingår i släktet Hydrophorus och familjen styltflugor. Arten är reproducerande i Sverige. Inga underarter finns listade i Catalogue of Life.